# Rosalind Tanner
Rosalind Cecilia Hildegard Tanner (5 de febrero de 1900-24 de noviembre de 1992) fue una matemática e historiadora de las matemáticas. Era la hija mayor de los matemáticos Grace y William Young. Nació y vivió en Göttingen en Alemania (donde sus padres trabajaban en la universidad) hasta 1908. Durante su vida usó el nombre de Cecily.
Rosalind se unió a la Universidad de Lausana en 1917. También ayudó en la investigación de su padre entre 1919 y 1921 en el University College Wales en Aberystwyth y trabajó con Edward Collingwood, también de Aberystwyth, en una traducción del curso de Georges Valiron sobre funciones integrales. Obtuvo la licenciatura en Lausana en 1925.
Después estudió en el Girton College, Cambridge, obteniendo un doctorado en 1929 bajo la supervisión del profesor EW Hobson para investigar sobre la Integral de Riemann-Stieltjes. Aceptó un puesto de profesora en el Imperial College de Londres, donde trabajó hasta 1967.
Después de 1936, la mayor parte de su investigación se centró en la historia de las matemáticas, teniendo interés sobre todo en Thomas Harriot, un matemático isabelino. Creó los Seminarios Harriot en Oxford y Durham. Rosalind se casó con William Tanner en 1953; sin embargo, él murió unos meses después de su matrimonio.
En 1972, ella e Ivor Grattan-Guinness publicaron una segunda edición del libro de sus padres The Theory of Sets of Points, publicado originalmente en 1906.
Rosalind Tanner murió el 24 de noviembre de 1992.